# 해피머니아이엔씨
(주)해피머니아이엔씨(영어: Happy Money INC.)는 해피머니문화상품권을 발행하는 대한민국의 서비스 기업이다.
1999년 (주)한국선물정보로 설립하였으며, 2001년 6월 (주)해피머니인터내셔널을 합병하며 현재의 상호명으로 변경하였다. 1999년 2월 우리옷상품권을 발행 한것을 시작으로 종이형 상품권 및 모바일상품권을 판매하고 있다.
상품권의 스크래치를 긁거나 모바일상품권의 핀 번호로 해피머니사이트에서 통용되는 가상화폐인 해피캐시를 충전할 수 있다. 해피캐시를 가지고 각종 게임, 쇼핑몰등에서 구매가 가능하다. 에그머니를 인수해서 에그머니 서비스를 운영하고 있으며 이외에도 POSA라고 불리는 기프트 카드를 GS25편의점과, 미니스톱, 홈플러스에서 판매중이다. 스마트 폰 앱으로는 해피파인더, 해피카드가 있다.